# جولی بیشاپ
جولی بیشاپ (انگلیسی: Julie Bishop؛ زادهٔ ۱۷ ژوئیهٔ ۱۹۵۶) یک سیاست‌مدار اهل استرالیا است که از ۱۸ سپتامبر ۲۰۱۳ تا ۲۸ اوت ۲۰۱۸ وزیر امور خارجه این کشور بود.

## نگارخانه

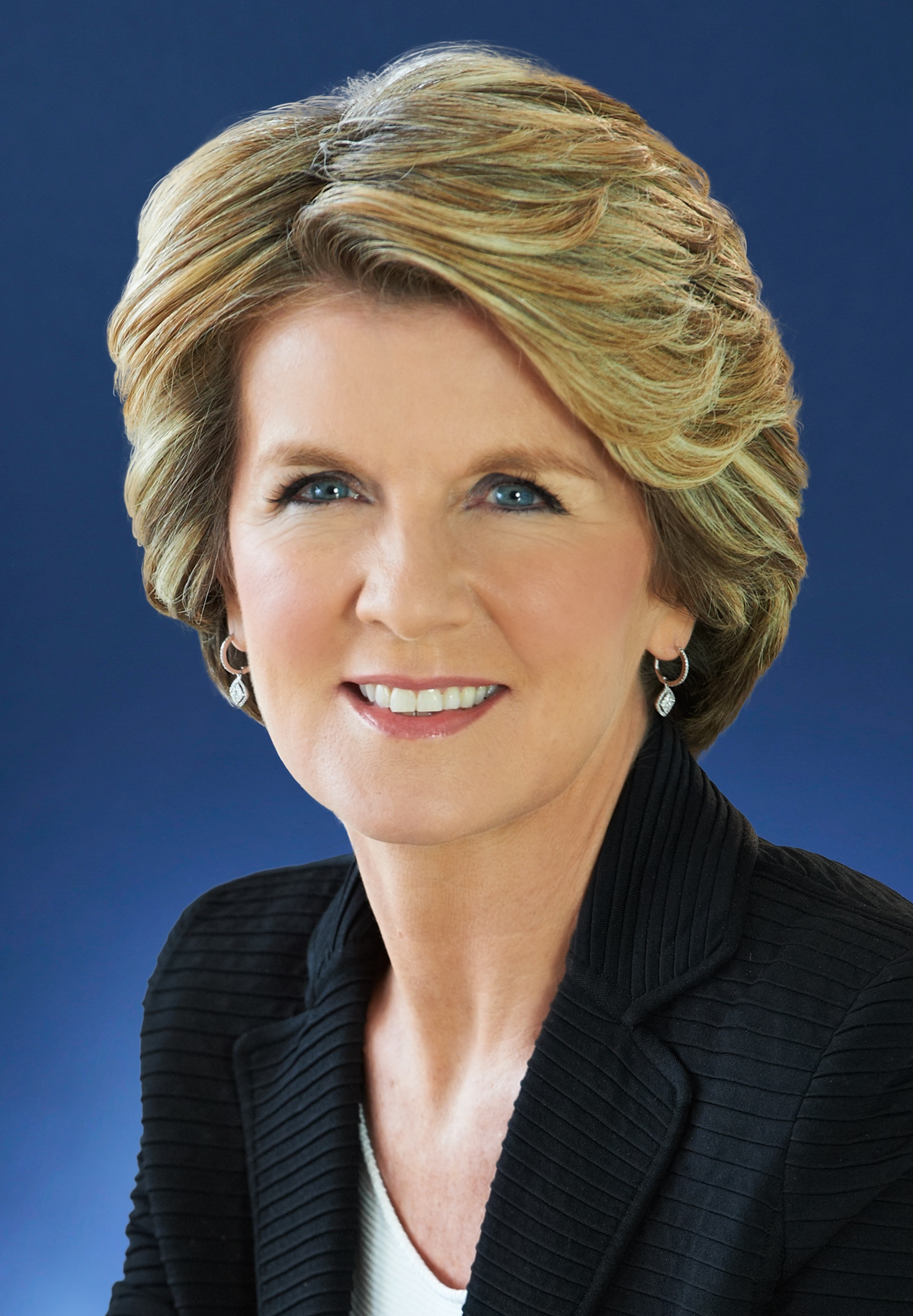